# Исаакий (Положенский)
Епи́скоп Исаа́кий (в миру Иоа́нн Кали́нникович Поло́женский; 23 января 1828 — 11 (23) мая 1894) — епископ Русской православной церкви, епископ Астраханский и Енотаевский.

## Биография
Родился 23 января 1828 года в семье священника Петербургской епархии.
В 1849 году по окончании Санкт-Петербургской духовной семинарии он поступил в Санкт-Петербургскую духовную академию. Будучи студентом, он 14 сентября 1851 года принял монашество.
Окончил академию в 1853 году со степенью магистра богословия и назначен смотрителем Боровичского духовного училища.
В 1856 году — смотритель Белозерского училища.
В 1857 году — профессор Новгородской семинарии.
14 марта 1858 году возведён в сан архимандрита и определён инспектором Ставропольской духовной семинарии.
С 1 мая 1863 года — ректор Кавказской духовной семинарии.
9 мая 1871 года хиротонисан во епископа Моздокского, викария Кавказской епархии.
С 30 мая 1881 года — епископ Енисейский и Красноярский.
С 8 марта 1886 года — епископ Томский и Семипалатинский.
Оставил по себе добрую память своими миссионерскими трудами среди инородцев в Сибири и других окраинах России.
С 12 января 1891 года — епископ Кишиневский и Хотинский.
21 ноября 1892 года назначен епископом Астраханским и Енотаевским, но ввиду тяжёлой болезни в управление не вступал, 19 декабря был уволен на покой и жил в Гербовецком монастыре на правах настоятеля.
С 1893 году управлял Новгородским Тихвинским монастырём, где и скончался 11 мая 1894 года. Погребение в монастырской церкви 12 Апостолов совершил епископ Кирилловский Арсений (Иващенко).